# 聖克魯斯德托萊多區
7°20′41″S 78°50′13″W / 7.3446°S 78.8370°W
聖克魯斯德托萊多區（西班牙語：Distrito de Santa Cruz de Toledo），是秘魯的一個區，位於該國北部卡哈馬卡大區的孔圖馬薩省，始建於1965年1月29日，面積64.5平方公里，海拔高度2,400米，2005年人口1,097，人口密度每平方公里17人。